# Ohvida andros
Espèce
Ohvida andros est une espèce d'araignées aranéomorphes de la famille des Ctenidae.

## Distribution
Cette espèce est endémique des îles Andros aux Bahamas,.

## Description
Le mâle holotype mesure 9,40 mm.

## Étymologie
Son nom d'espèce lui a été donné en référence au lieu de sa découverte, les îles Andros.

## Publication originale
- Polotow & Brescovit, 2009 : Revision of the new wandering spider genus Ohvida and taxonomic remarks on Celaetycheus Simon, 1897 (Araneae: Ctenidae). Zootaxa, no 2115, p. 1-20.